# 각북면
각북면(角北面)은 대한민국 경상북도 청도군의 면이다. 2016년 12월 31일 기준, 면적은 50.96km2이고, 인구는 2,291명이다. 조선 시대에는 대구부에 속하였다.

## 행정 구역
- 명대리
- 우산리
- 삼평리
- 남산리
- 덕촌리
- 지슬리
- 금천리
- 오산리